# 沈王楨

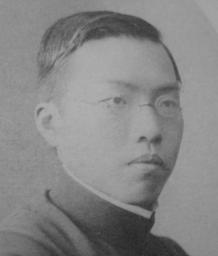
千葉學習時的沈王楨

沈王楨（1884年—？年），字羞儒。浙江省杭州府海寧州人。優廩生。日本千葉医学專門学校畢業。

## 生平
光緒二十九年(1903年)二月，赴日留學，宣統元年畢業。
宣統二年(1910年)九月二日，內閣奉上諭：沈王楨著賞給醫科進士。三年授翰林院檢討
民國元年(1912年)，第三師步兵第九團三營軍醫長
北京陸軍軍醫學校上校主任教官
民國十八年（1929年）12月，平漢鐵路管理局總務處北平醫院院長（京漢鐵路醫院院長）
北平大學院醫學院教授
開業医師
浙寧贛奉京津醫校醫院軍醫，益世醫院院長

## 著譯述
- 《新編中學生理學教科書》，（日）坪井次郎著；（日）井上善次郎閱，沈王楨譯，清國留學生會館，1906
- 《催眠术》, 沈王桢, （日本东京）清国留学生会馆,  1907年再版,p57
- 《新撰催眠術》，沈王楨，上海普及書店，1907
- 「西洋醫學史」，沈王楨，《醫藥學報》，1907年1月1期，1908年3月8期
- 《外科各論講義3》，沈王楨編，春秋印刷局
- 《軍陣外科管見》， 沈王楨，《同仁醫學》，1931年第4卷第4卷；1932年第5卷第5卷
- 《耳鼻咽喉科學》（增訂版），赤松純一著；沈王楨譯.新醫書局, 1948.10.